# Форчићи
Форчићи (итал. Forsici) је насељено место у унутрашњости Истарске жупаније, Република Хрватска. Административно је у саставу Града Бузета.

## Становништво
Према задњем попису становништва из 2001. године у насељу Форчићи живело je 27 становника који су живели у 8 породичних домаћинстава.
Кретање броја становника по пописима 1857—2001.
| година пописа  | 1857. | 1869. | 1880. | 1890. | 1900. | 1910. | 1921. | 1931. | 1948. | 1953. | 1961. | 1971. | 1981. | 1991. | 2001. |
| бр. становника | 0     | 0     | 38    | 94    | 135   | 134   | 0     | 0     | 90    | 77    | 42    | 40    | 28    | 25    | 27    |

Напомена:У 1857. и 1869. подаци су садржани у насељу Блатна Вас, као и део података од 1880. до 1900, а 1921. и 1931. у насељу Роч. Као насеље исказује се од 1953.